# شخب (ماهلية)

تعديل مصدري - تعديل

شخب هي إحدى قرى عزلة قانية بمديرية ماهلية التابعة لمحافظة مأرب، بلغ تعداد سكانها 548 نسمة حسب تعداد اليمن لعام 2004.